# روبرت ويلهلم أيكمن
روبرت ويلهلم أيكمن (بالفنلندية: Robert Ekman؛ بالسويدية: Robert Ekman) هو رسام سويدي وفنلندي، ولد في 13 أغسطس 1808 في أوسيكاوبونكي في فنلندا، وتوفي في 19 فبراير 1873 في توركو في فنلندا.

## معرض صور

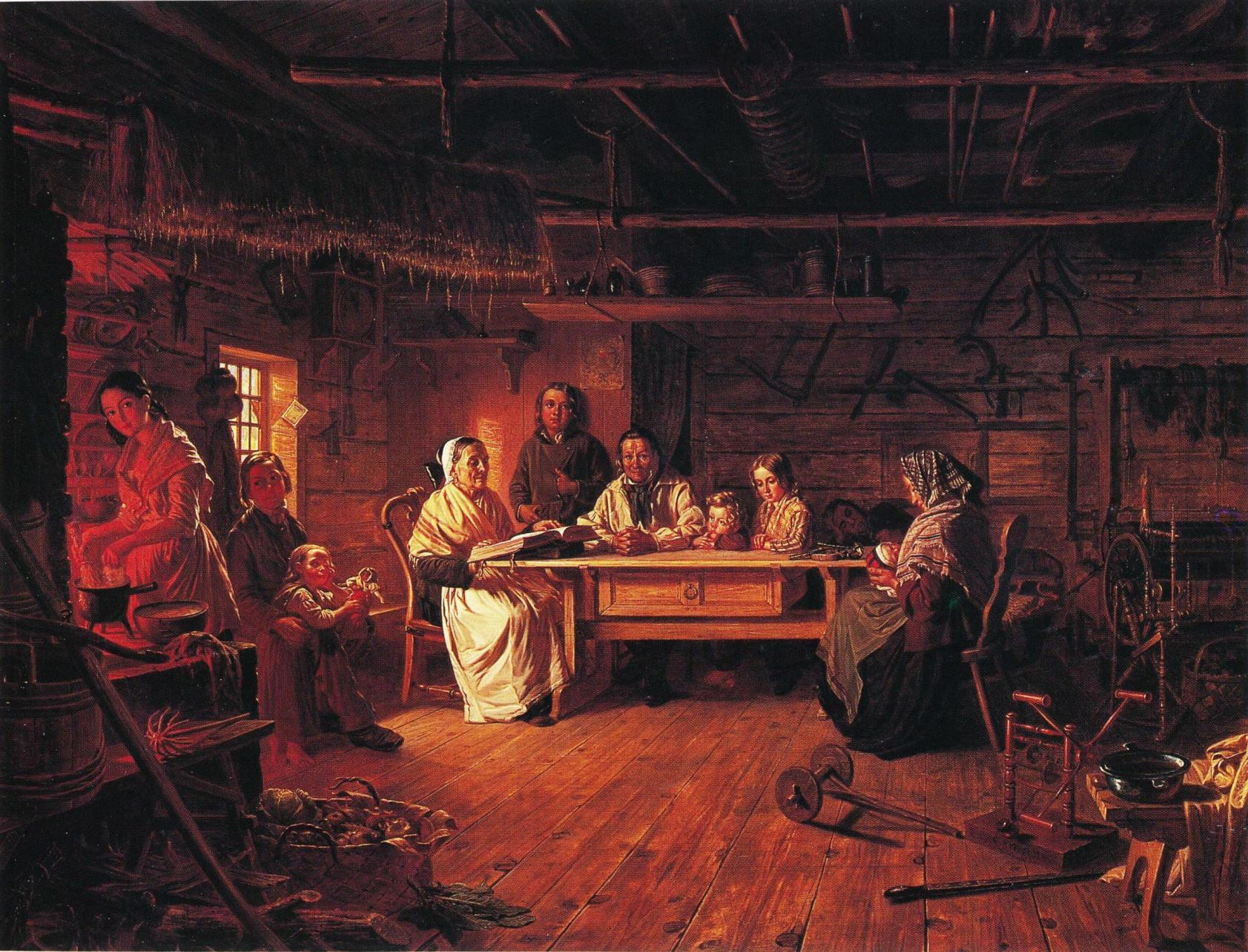
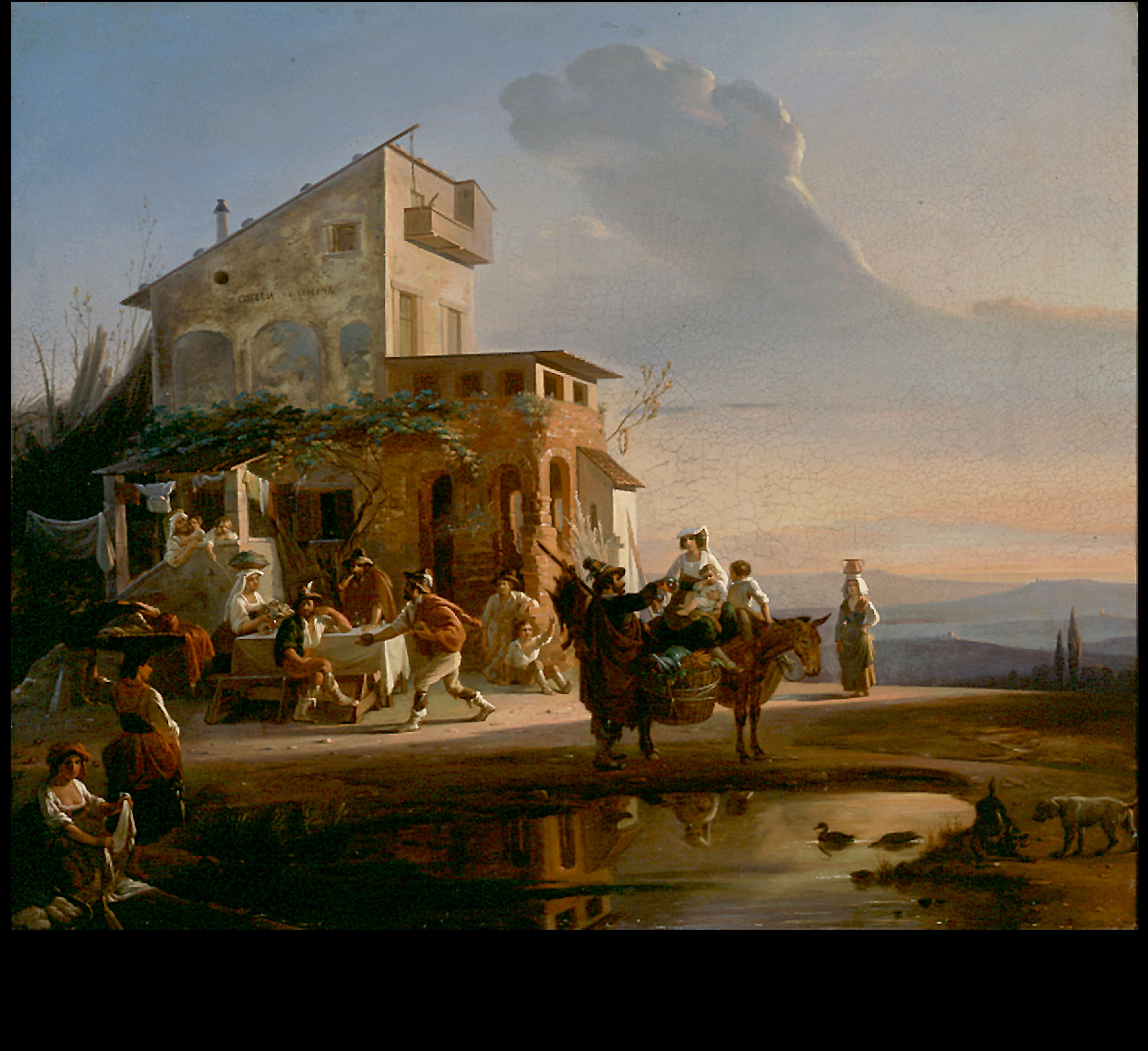
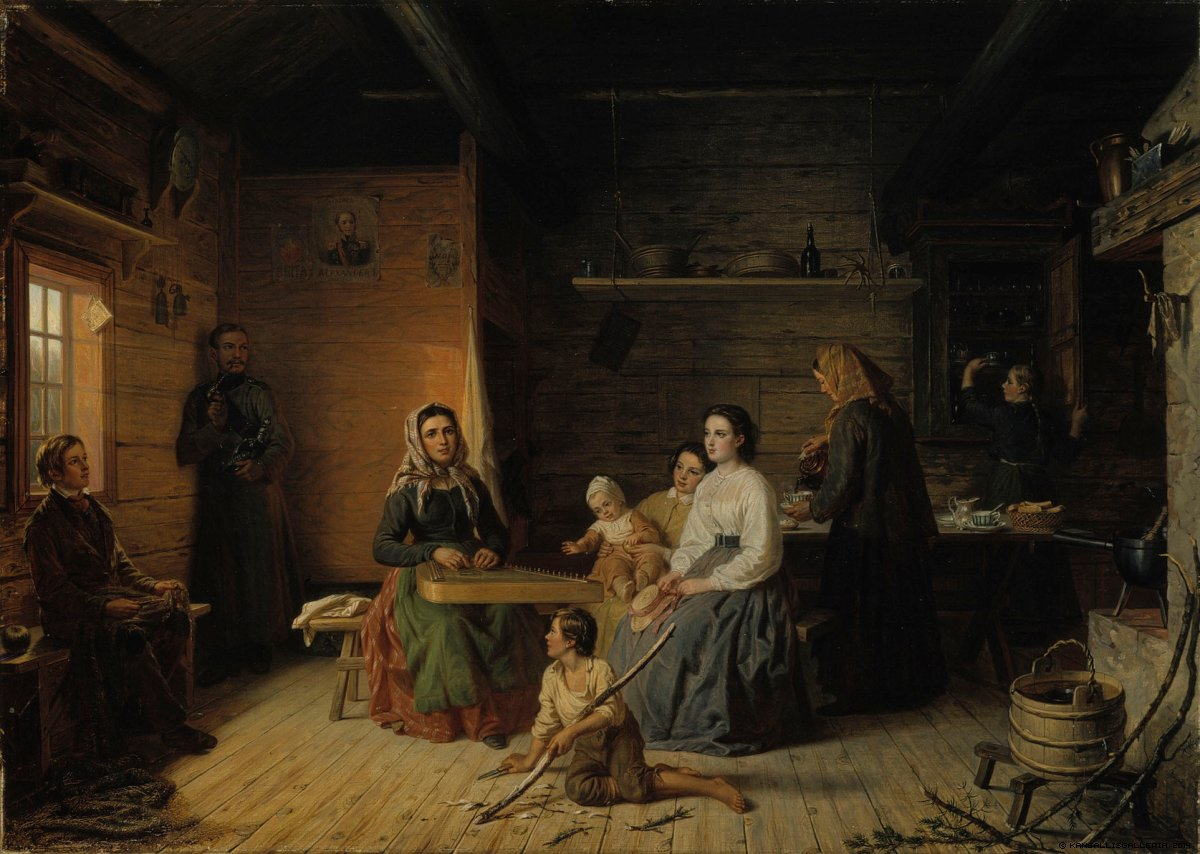
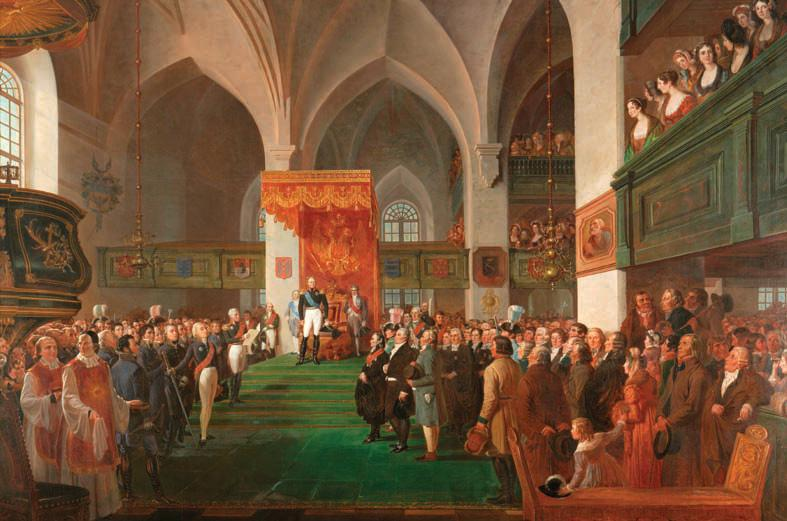

## وصلات خارجية
- روبرت ويلهلم أيكمن على موقع ديسكوغز (الإنجليزية)